# لويس هيرنان موسكيرا
لويس هيرنان موسكيرا (بالإسبانية: Luis Hernán Mosquera)‏ هو لاعب كرة قدم كولومبي في مركز الدفاع، ولد في 25 مايو 1989 في ليتيسيا في كولومبيا. لعب مع نادي ميلوناريوس.

## وصلات خارجية
- لويس هيرنان موسكيرا على موقع قاعدة بيانات كرة القدم.إي يو (الإنجليزية)
- لويس هيرنان موسكيرا على موقع Soccerway.com (الإنجليزية)
- لويس هيرنان موسكيرا على موقع AS.com (الإسبانية)